# 2 Dywizjon Żandarmerii
2 Dywizjon Żandarmerii (2 dżand.) – oddział żandarmerii Wojska Polskiego.

## Historia dywizjonu
2 Dywizjon Żandarmerii wraz z podporządkowanymi pododdziałami stacjonował na terenie Okręgu Korpusu Nr II. Dowódca dywizjonu pełnił równocześnie funkcję szefa żandarmerii w Dowództwie Okręgu Korpusu Nr II.
Do 20 marca 1924 zostały zlikwidowane plutony żandarmerii: Dubno, Sarny i Włodzimierz, a w ich miejsce zorganizowane posterunki żandarmerii. W tym samym miesiącu niżej wymienieni oficerowie zostali przeniesieni z korpusu oficerów żandarmerii do korpusu oficerów piechoty z równoczesnym wcieleniem do 8 pułku piechoty Legionów: por. żand. Edward Putała, por. żand. Aleksander Władysław Bobrowski i por. żand. Leon Lutostański.
17 lutego 1928 minister spraw wojskowych zatwierdził dzień 5 listopada, jako datę święta dywizjonu. 12 grudnia 1935 minister spraw wojskowych unieważnił dotychczasową datę święta dywizjonu oraz zatwierdził dzień 13 czerwca, jako datę święta żandarmerii.
W dwudziestoleciu międzywojennym służbę pełnili m.in. rotmistrzowie Kazimierz Grączykowski, rtm. żand. Ludwik Horwath i Franciszek Markiel, kapitanowie Stanisław Gotwald, Kazimierz Kaciukiewicz i Tadeusz Szymczykiewicz oraz porucznik Feliks Horski.
Jednostka nie posiadała sztandaru i odznaki pamiątkowej. Oficerowie i podoficerowie od 1931 mogli otrzymać odznakę pamiątkową Żandarmerii. W 1939 zamierzano wprowadzić do użytku „Znak Służbowy Żandarmerii”. Znaki miały być numerowane. Dla 2 dżand. przewidziano numery od 2000 do 2999.

## Organizacja pokojowa i dyslokacja 2 dżand. w 1939
- dowództwo dyonu Lublin, ul. Racławicka 20
- pluton żandarmerii Lublin, ul. Racławicka 20
  - posterunek żandarmerii Chełm
  - posterunek żandarmerii Kraśnik
- pluton żandarmerii Kowel, Szosa brzeska, budynek nr 12[6]
  - posterunek żandarmerii Włodzimierz
  - posterunek żandarmerii Łuck[a]
- pluton żandarmerii Równe, ul. Wyspiańskiego, budynek Dowództwa 13 DP
  - posterunek żandarmerii Dubno
  - posterunek żandarmerii Krzemieniec
  - posterunek żandarmerii Ostróg
- pluton żandarmerii Zamość, koszary lubelskie
  - posterunek żandarmerii Hrubieszów

## Kadra dywizjonu
Dowódcy żandarmerii okręgu generalnego i dowódcy dywizjonu
- rtm. żand. dr Franciszek Stoch (4 XI 1918 - 28 V 1919[8])
- por. żand. dr Jan Kazimierz Ozaist (p.o. 28 V - VII 1919[9])
- rtm. / mjr żand. dr Franciszek Stoch (VII 1919 - 15 I 1921)
- ppłk żand. Hugon Babel (3 III - 16 VI 1921)
- mjr żand. Adam Kubisztal (17 VI - 30 X 1921)
- mjr żand. Jan Rataj (p.o. 31 X 1921 - 18 III 1922)
- mjr żand. Bronisław Batsch (6 VII 1922 - 1 III 1923)
- mjr żand. Władysław Spławiński (1 III 1923 - 26 III 1927)
- mjr żand. Maksymilian Gawlik (27 III 1927 - 21 XI 1928)
- mjr żand. Tadeusz Jan Podgórski (21 XI 1928 - 5 II 1932)
- ppłk żand. Tadeusz Miś (5 II 1932 - 31 VIII 1939)

Zastępcy dowódcy
- mjr żand. Jan Rataj (do 18 III 1922)
- mjr żand. dr Alfred Riesser (18 III 1922 - 13 IX 1925)
- mjr żand. Maksymilian Gawlik (do III 1927)
- mjr żand. Roman Marian Śliwiński (III 1927 - XII 1928)
- mjr żand. Tadeusz Miś (XII 1928 - II 1932)
- mjr żand. Michał Fischer (II 1932 - VIII 1938)
- mjr żand. Bronisław Piotr Borelowski (VIII 1938 - VIII 1939)

Obsada personalna dywizjonu w marcu 1939
- dowódca - ppłk żand. Tadeusz Miś
- I zastępca dowódcy – mjr żand. Bronisław Piotr Borelowski
- II zastępca dowódcy (kwatermistrz) - kpt. żand. mgr Franciszek Michał Ogarek[b]
- adiutant - por. żand. Józef Kowalski
- oficer śledczy - kpt. żand. Henryk Nipowski
- oficer gospodarczy - por. / kpt. int. Władysław Małecki (VI 1934[11] – †9 IX 1939 Lublin)
- oficer do zleceń - wakat
- w dyspozycji dowódcy dywizjonu – ppor. piech. rez. pdsc Szczęsny Zbigniew Brończyk
- w dyspozycji dowódcy dywizjonu – ppor. kaw. rez. pdsc Mieczysław Stanisław Halardziński
- dowódca plutonu żand. Kowel - kpt. żand. Stefan Leonard Dobraczyński
- dowódca plutonu żand. Lublin - kpt. żand. Piotr Myśliński
- dowódca plutonu żand. Równe - kpt. żand. Alojzy Sałaciński
- dowódca plutonu żand. Zamość - por. żand. Józef Urban

## Tradycje
6 sierpnia 2015 dziedzictwo tradycji 2 Dywizjonu Żandarmerii w Lublinie przejął i z honorem kultywuje Wydział Żandarmerii Wojskowej w Lublinie.